# Café Society
Café Society é um filme americano de romance e comédia dramática escrito e dirigido por Woody Allen. O filme estrela Jesse Eisenberg, Kristen Stewart, Steve Carell, Parker Posey, Blake Lively, Corey Stoll, Jeannie Berlin, Ken Slott e Tony Sirico. A fotografia principal começou em 17 de agosto de 2015 em Los Angeles. As filmagens terminaram no fim de outubro. O filme foi exibido no Festival de Cannes em 11 de maio de 2016. Seu lançamento aconteceu nos Estados Unidos em 15 de julho pela Amazon Studios e Lionsgate; enquanto no Brasil, o lançamento está previsto para 25 de agosto, e em Portugal, 20 de outubro. Ele recebeu críticas positivas, em sua maioria, e arrecadou mais de US$ 43 milhões.

## Enredo
Nos anos 1930, Bobby (Jesse Eisenberg) se apaixona por Vonnie (Kristen Stewart), a secretária de seu tio Phil (Steve Carell), um agente de celebridades.

## Elenco
- Jeannie Berlin como Rose
- Steve Carell como Phill
- Jesse Eisenberg como Bobby Dorfman
- Gabriel Millman como Bugsy
- Kristen Stewart como Vonnie
- Blake Lively como Veronica
- Parker Posey como Rad
- Corey Stoll como Ben
- Ken Stott como Marty
- Anna Camp como Candy
- Paul Schneider como Steve
- Sheryl Lee como Karen Stern
- Tony Sirico como Vito
- Stephen Kunken como Leonard
- Sari Lennick como Evelyn Dorfman
- Max Adler como Walt
- Don Stark como Sol
- Gregg Binkley como Mike
- Woody Allen como Narrador (voz)[9]